# Kuta (Fluss)
Die Kuta (russisch Кута) ist ein 408 Kilometer langer linker Nebenfluss der Lena in Sibirien (Russland, Asien).

## Verlauf
Die Kuta entspringt in etwa 650 m Höhe im Südosten des Mittelsibirischen Berglands, fließt zunächst vorwiegend nach Westen, dann nach Süden in einem weiten, von Taiga bewachsenen und teilweise sumpfigen Tal. Bei der Einmündung des einzigen bedeutenden Nebenflusses Kupa von rechts wendet sich der Fluss scharf nach Osten. Ab hier fließt er in einem relativ engen und tiefen Tal in weiten Bögen und mündet schließlich bei der nach ihm benannten Stadt Ust-Kut (russisch für „Kuta-Mündung“) in 284 m Höhe in die Lena.
Auf ihrer gesamten Länge durchfließt die Kuta das Territorium der Oblast Irkutsk.

## Hydrographie
Das Einzugsgebiet der Kuta umfasst 12.500 km². Oberhalb des Mündungsdeltas erreicht der Fluss eine Breite von gut 50 Metern und einen Meter Tiefe; die Fließgeschwindigkeit beträgt 0,7 m/s.
Die mittlere Wasserführung beträgt beim Dorf Rutschei, unterhalb des Einmündung der Kupa und 52 km oberhalb der Mündung 61,4 m³/s, bei einem minimalen monatlichen Mittel von 14,6 m³/s im März und einem maximalen monatlichen Mittel von 348 m³/s im Mai.
Die Kuta gefriert zwischen November und Anfang Mai.

## Infrastruktur
Die Kuta ist nicht schiffbar.
Das Gebiet von Ober- und Mittellauf des Flusses ist praktisch unbesiedelt, wird aber forstwirtschaftlich genutzt. Relativ viele kleinere Ortschaften, darunter die Siedlung städtischen Typs Jantal, gibt es am Unterlauf ab der Kupamündung.
Entlang der Kupa und der Kuta wurde in den 1950er Jahren die Eisenbahnstrecke Taischet–Ust-Kut (Station Lena) gebaut, die 1958 in Betrieb genommen wurde und heute den Westabschnitt der Baikal-Amur-Magistrale darstellt. Die Bahnstrecke überquert den Fluss drei Kilometer unterhalb der Kupamündung und folgt ihm auf der linken Seite etwa 60 Kilometer bis zur Mündung. Parallel verläuft auf diesem Abschnitt auch die Regionalstraße R419 von Tulun über Bratsk nach Ust-Kut.